# Рыжегрудый колумбийский мухоед

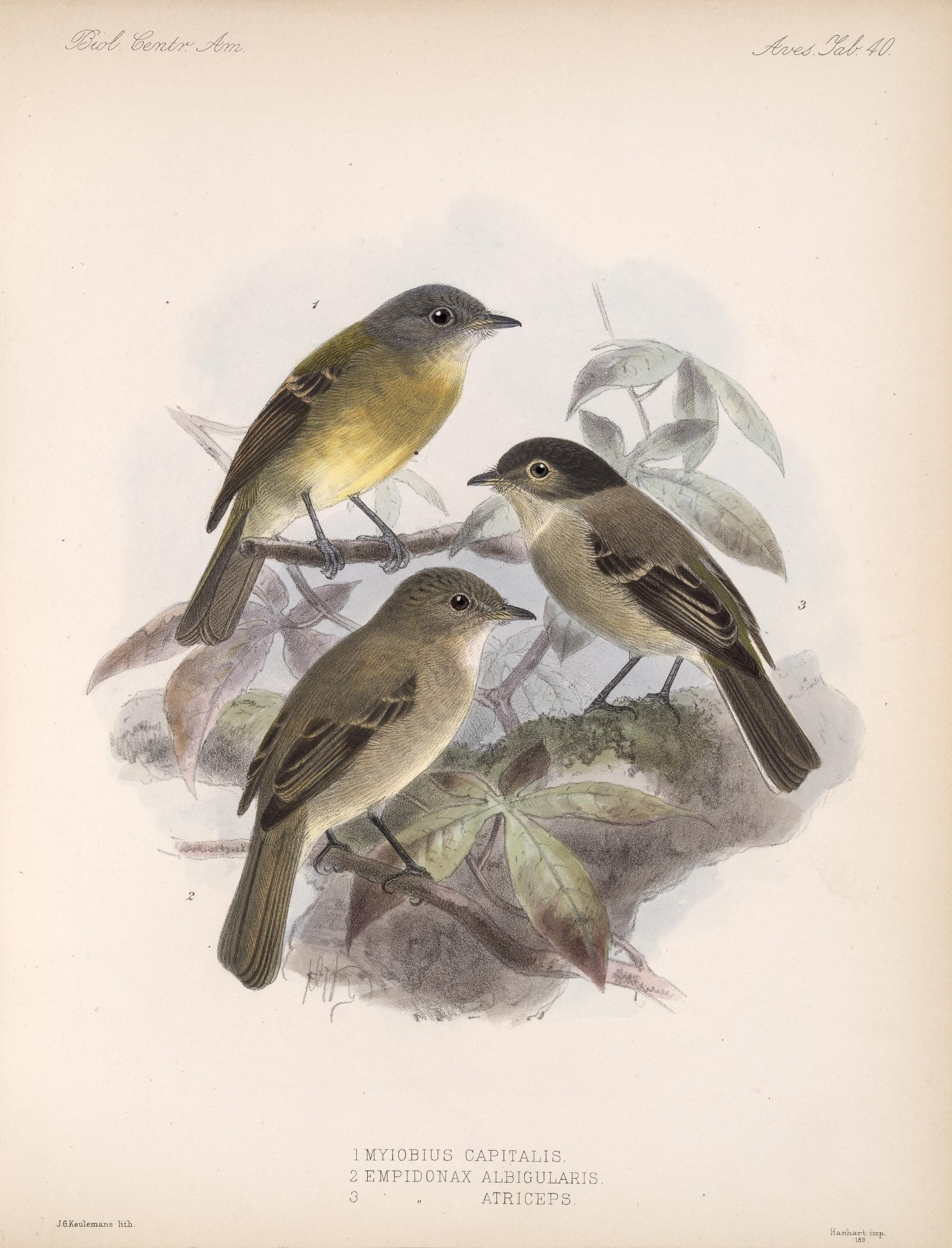
Aphanotriccus capitalis

Рыжегрудый колумбийский мухоед (лат. Aphanotriccus capitalis) — вид воробьинообразных птиц из семейства тиррановых. Он гнездится в Карибских низменностях и предгорьях на высоте до 1000 м над уровнем моря от восточных областей Никарагуа до северной Коста-Рики, тем не менее все никарагуанские образцы представляют собой экземпляры, собранные вблизи озера Никарагуа или его устья.

## Описание
Это редкий обитатель вечнозеленых лесов и высоких зарослей, обычно он селится в густом подлеске на опушках леса, вдоль ручьев, на естественных полянах или на плантациях какао. Гнездо строит самка в естественной дупле или дупле дятла на дереве или бамбуке на высоте до 6 м от земли. Описанная кладка состояла из 3-х яиц, яйца были бледно-розовые с круглыми редкими темно-красными пятнами, образующими венок на тупом конце.

### Внешний вид
Длина тела рыжегрудого колумбийского мухоеда составляет 12 см, а масса 7 г. По размерам и строению он похож на представителей рода Empidonax. У него серая голова с белой шеей и белой областью вокруг глаз. Верхняя часть тела оливково-зеленая, крылья темноватые с двумя ярко-охристыми полосами и охристым кантом на вторичных перьях. Грудь охристо-оранжевая, на брюхе становится ярко-желтой. Самки похожи на самцов, но их голова может иметь оливковый оттенок.

### Поведение
Рыжегрудый колумбийский мухоед встречается поодиночке или парами и используя повторяющийся маршрут ищет насекомых, особенно жуков и муравьев, собирая их в полете с нижней стороны листвы.

## Охранный статус
Вырубка леса, превращение его в банановые плантации и расширение животноводческих ферм привели к серьезной фрагментации вида, особенно в Коста-Рике. Небольшой ареал и нетерпимость к фрагментации леса позволяют предположить, что он сокращается, хотя необходимы дополнительные исследования.
Привычка гнездования в расщелинах может помочь в сохранении вида, поскольку бамбук Гуадуа широко использующийся для поддержки банановых деревьев на плантациях предоставляет один из возможных вариантов гнездования.